# Frances Wood
Pour les articles homonymes, voir Frances Wood (bibliothécaire) et Wood.
Frances Wood (née Chick, le 25 décembre 1883 - 12 octobre 1919) est une chimiste et statisticienne anglaise qui a donné son nom à la médaille Wood de la Royal Statistical Society. 

## Biographie
Wood grandit dans une famille nombreuse, elle est la fille du marchand de dentelles Samuel Chick et la sœur de la nutritionniste Harriette Chick. Elle étudie au lycée Notting Hill de 1897 à 1903. Elle étudie ensuite la chimie à l'University College de Londres de 1904 à 1908, où elle obtient des honneurs de deuxième classe,.
De 1908 à 1912, elle travaille comme chercheuse en chimie à l'Institut Lister, mais durant cette période, elle s'intéresse davantage à la statistique médicale (en). Elle devient chercheuse à Lister en 1912, puis elle est détachée auprès de la Commission du Commerce pour la guerre en 1914 et par la suite transférée au ministère de l'Armement. Elle y reste jusqu'en mars 1919, date à laquelle elle démissionne à cause de sa grossesse.
Elle épouse Sydney Wood, un inspecteur du Board of Education, en juillet 1911. Sa fille Barbara est née en septembre 1919 par césarienne, mais Frances est décédée deux semaines plus tard de sepsis.

## Contributions
Les premiers travaux de Wood en chimie concernent la polymérisation et la fermentation, dirigés par Sir William Ramsay puis Arthur Harden. En tant que statisticienne médicale, elle a comparé les prix des denrées alimentaires aux salaires et loyers,, la généralisation des corrélations statistiques sur les taux de mortalité, et les taux de mortalité par cancer et diabète,. 
Son travail durant la guerre reste non publié, mais deux articles posthumes concernent les effets d'une meilleure éducation sur la fertilité, et la corrélation entre milieu économique et développement mental des enfants.
Son article sur les tendances des salaires à Londres de 1900 à 1912, a été lu avant une réunion de la Royal Statistical Society le 18 novembre 1913. Le président du RSS, FY Edgeworth, a commenté qu'il apportait « une contribution importante à l'art de mesurer les changements de la valeur de argent ». Elle a publié un autre article dans les journaux RSS sur l'évolution du prix de la nourriture pour les classes populaires et les classes supérieures, en 1915, sans attribution d'auteur. 

## Prix et distinctions
Wood est devenue membre de la Royal Statistical Society en 1913. Elle est devenue membre de l'ordre de l'Empire britannique en 1917 et officier dans l'ordre en 1918. Peu après sa mort, la société leva des fonds pour un concours biennal à sa mémoire. En 2017, la société a institué sa médaille Wood, nommée en son honneur, « pour ses excellentes contributions aux statistiques économiques et sociales ».

## Sélection de publications
- (en) Frances Wood, « The Course of Real Wages in London, 1900-12 », Journal of the Royal Statistical Society, vol. 77, no 1,‎ décembre 1913, p. 1–68 (DOI 10.2307/2339758, JSTOR 2339758, lire en ligne).

- (en) J. W. Brown, Major Greenwood et Frances Wood, « A Study of Index Correlations », Journal of the Royal Statistical Society, vol. 77, no 3,‎ février 1914, p. 317–346 (DOI 10.2307/2339727, JSTOR 2339727, lire en ligne).
- (en) Major Greenwood et Frances Wood, « On Changes in the Recorded Mortality from Cancer and their Possible Interpretation », Proceedings of the Royal Society of Medicine, vol. 7(Sect Epidemiol State Med), no Sect Epidemiol State Med,‎ 1914, p. 119–170 (PMID 19978156, PMCID 2002953).
- (en) Major Greenwood et Frances Wood, « The Relation between the Cancer and Diabetes Death-rates », Journal of Hygiene, vol. 14, no 1,‎ avril 1914, p. 83–118 (PMID 20474569, PMCID 2206759, DOI 10.1017/S0022172400005702).
- (en) Frances Wood, « The Increase in the Cost of Food for Different Classes of Society since the Outbreak of War », Journal of the Royal Statistical Society, vol. 79, no 4,‎ juillet 1916, p. 501–508 (DOI 10.2307/2341003, JSTOR 2341003, lire en ligne).
- (en) J. W. Brown, Major Greenwood et Frances Wood, « The fertility of the english middle classes. A statistical study. », The Eugenics Review, vol. 12, no 3,‎ octobre 1920, p. 158–211 (PMID 21259713, PMCID 2942447).